# Cephalophus dorsalis
Céphalophe à bande dorsale
Espèce
Statut de conservation UICN

 NT  : Quasi menacé
Statut CITES
Le Céphalophe à bande dorsale (Cephalophus dorsalis) est un mammifère appartenant à la famille des Bovidae vivant en Afrique.